# Bradykinin
Bradykinin är en typ av hormon och neuropeptid som bildas under koagulationsprocessen då ett blodkärl går sönder.
Bradykinin kan bildas på två olika sätt.
- 1. Plasmavägen:  FaktorXIIa omvandlar prekallikrein till kallikrein, kallikrein omvandlar i sin tur (högmolekylärt) kininogen till bradykinin.
- 2. Vävnadsvägen: prokallikrein omvandlas till vävnadskallikrein, vävnadskallikrein omvandlar (lågmolekylärt) kininogen till kallidin och kallidin bryts ner till bradykinin av ett aminopeptidas.

Bradykinin verkar på B1- och B2-receptorer.
B1-receptorn finns inte normalt i vävnad, utan tillverkas vid vävnadsskada och infektion.
B2-receptorn finns normalt sett i vävnad, och då bradykinin påverkar den orsakar den till exempel vasodilatation och ökad genomsläpplighet i blodkärl, eller smärta och ökad känslighet i smärtnerver.
Bradykinin bryts ned bland annat av Angiotensinkonverterande enzym (ACE). ACE-hämmare är en blodtryckssänkande medicin där torrhosta beroende på bradykininansamlingar är vanlig.